# Bothrops otavioi
Bothrops otavioi é uma espécie de serpente da família Viperidae. Endêmica do Brasil, pode ser encontrada apenas na ilha Vitória, no arquipélago de Ilhabela, estado de São Paulo.